# ロバート・ウィリアム・バス

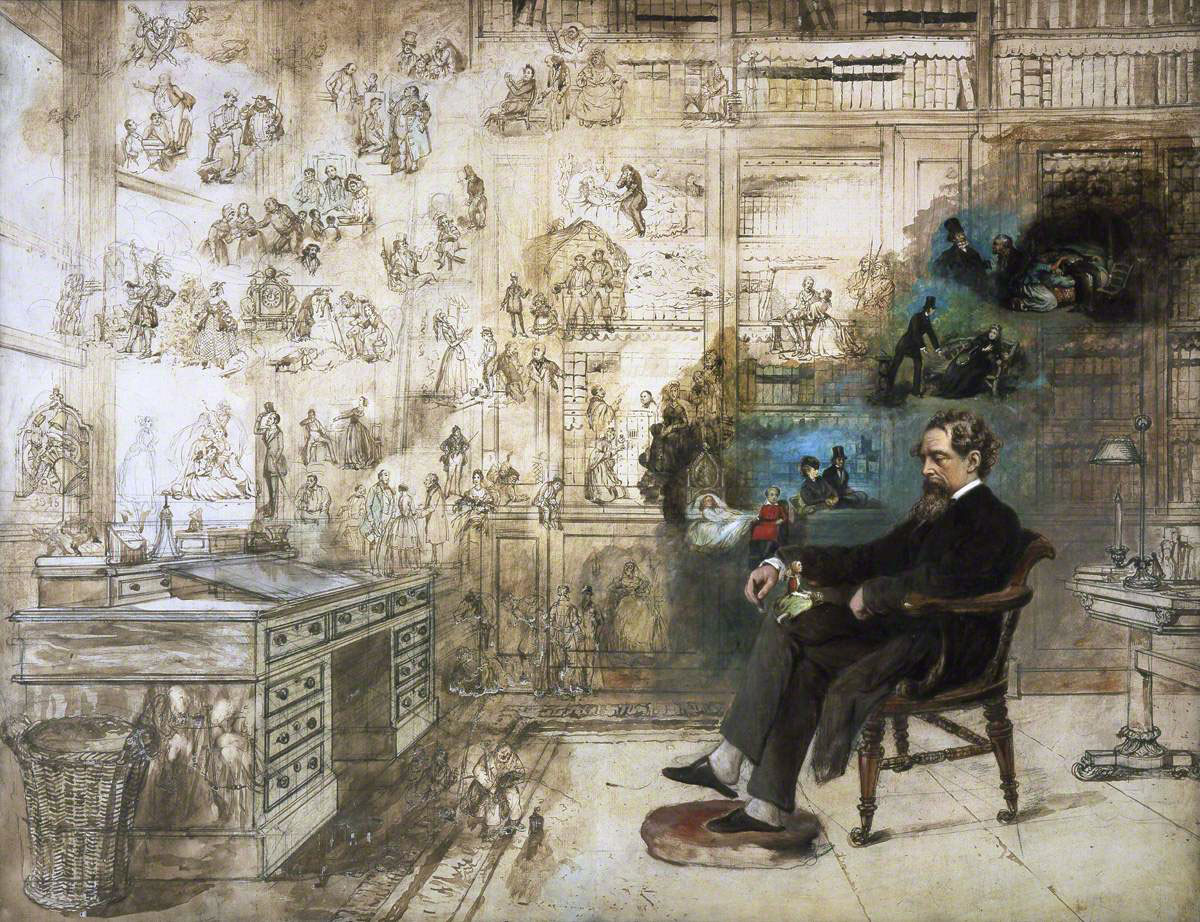
ロバート・ウィリアム・バス作『ディケンズの夢（Dickens's Dream）』(1875)（チャールズ・ディケンズ博物館所蔵）

ロバート・ウィリアム・バス（Robert William Buss、1804年8月4日 - 1875年2月26日）は、イギリスの画家、イラストレーターである。小説家のチャールズ・ディケンズの没後に描いた「ディケンズの夢（Dickens's Dream）」（チャールズ・ディケンズ博物館所蔵）の作者として知られている。

## 略歴
ロンドンで、版画家、エナメル画家の息子に生まれ、ミニアチュールや水彩画家、版画家のジョージ・クリント（George Clint RA: 1770–1854）から絵を学んだ。はじめ当時の有名な俳優の肖像画を描くことから画家の仕事を始めウィリアム・マクレディ（William Macready）、ジョン・プリット・ハーレー（John Pritt Harley）、ジョン・ボールドウィン・バックストン（John Baldwin Buckstone）といった当時の一流俳優の肖像画を描いた。その後、歴史画やユーモア画を描いた。
1826年から1859年の間に、ロイヤル・アカデミー・オブ・アーツの展覧会やロンドンの民間展覧会「British Institution」や英国王立芸術家協会の展覧会や新水彩教会（New Watercolour Society）などの展覧会にトータル110点あまりの作品を出展した。
チャールズ・ディケンズの小説の挿絵を描いたロバート・シーモア（Robert Seymour) が1836年に亡くなった後、ディケンズの『ピクウィック・クラブ（The Pickwick Papers)』の挿絵を出版社のチャップマン・アンド・ホールから依頼され、挿絵の下絵を制作した。版画の専門家が版画にしたが、バスは版画にすることによってタッチが失われたと感じたが、時間がなくそのまま提出し、不採用になり、結局ハブロット・ナイト・ブラウンの挿絵が採用された。この出来事は、バスに不満を残したが、バスはディケンズに対しては悪意を抱かず、生涯を通じてディケンズの崇拝者であり続けた。
1837年にバスは別の出版社から海洋冒険小説の作家フレデリック・マリアットの小説『ピーター・シムプル』の新版の挿絵の注文を受け、女流作家のフランチェス・トロロープ（Frances Trollope）の『 The Widow Married 』の挿絵も制作した。その後も挿絵の仕事を続けた。
1826年3月に結婚して、カムデン・タウンに住み、10人の子供が生まれ、そのうち6人が成人した。1945年から妻が学校の経営を始め、娘のフランチェス・バス（Frances Buss: 1827–1894）はそこで女性の教育を行うようになり、その分野で有名な人物となった。1850年に学校はより広い場所に移り、ロバート・ウィリアム・バスも絵などを教え学校の運営に協力した。
バスは、イギリスの初期の版画家について研究し、娘の学校でそれについて講義し、1853年からはロンドンなどの文学・科学の愛好者の教会で、60点ほどの再現した実例を示しながら4回の講演を行い、1874年に『English Graphic Satire』として自費出版した。フレスコ画や絵画や美術についての講演も行なった。1850年から1852年にかけて『美術年鑑（The Fine Art Almanack）』を編集した。
1870年6月にディケンズが亡くなったことを知ると、バスは創作した多くの登場人物に囲まれて書斎で居眠りするディケンズを描いた水彩画の大作『ディケンズの夢』を描き、この作品は現在ロンドンのチャールズ・ディケンズ博物館に展示されている。

## 作品

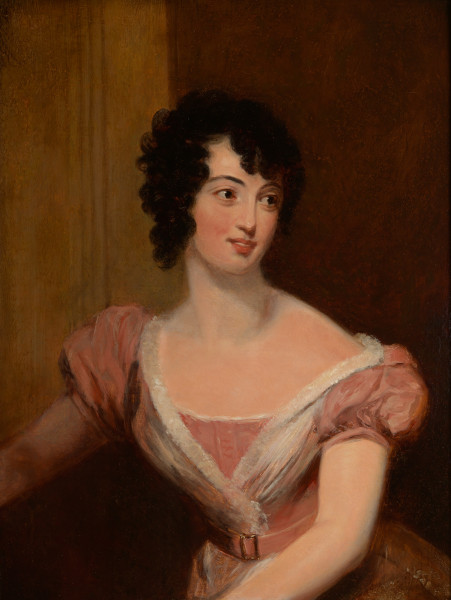
ルシア・エリザベス・ヴェストリス(女優)の肖像画 (c.1833)
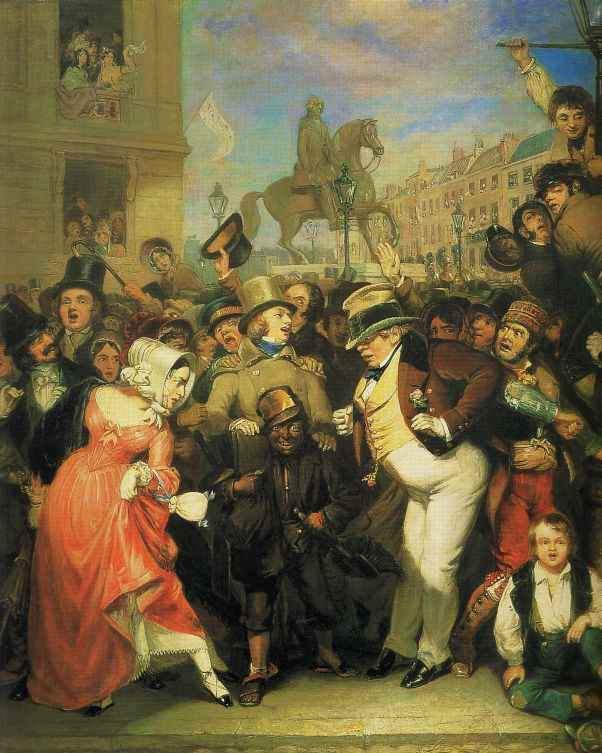
群衆
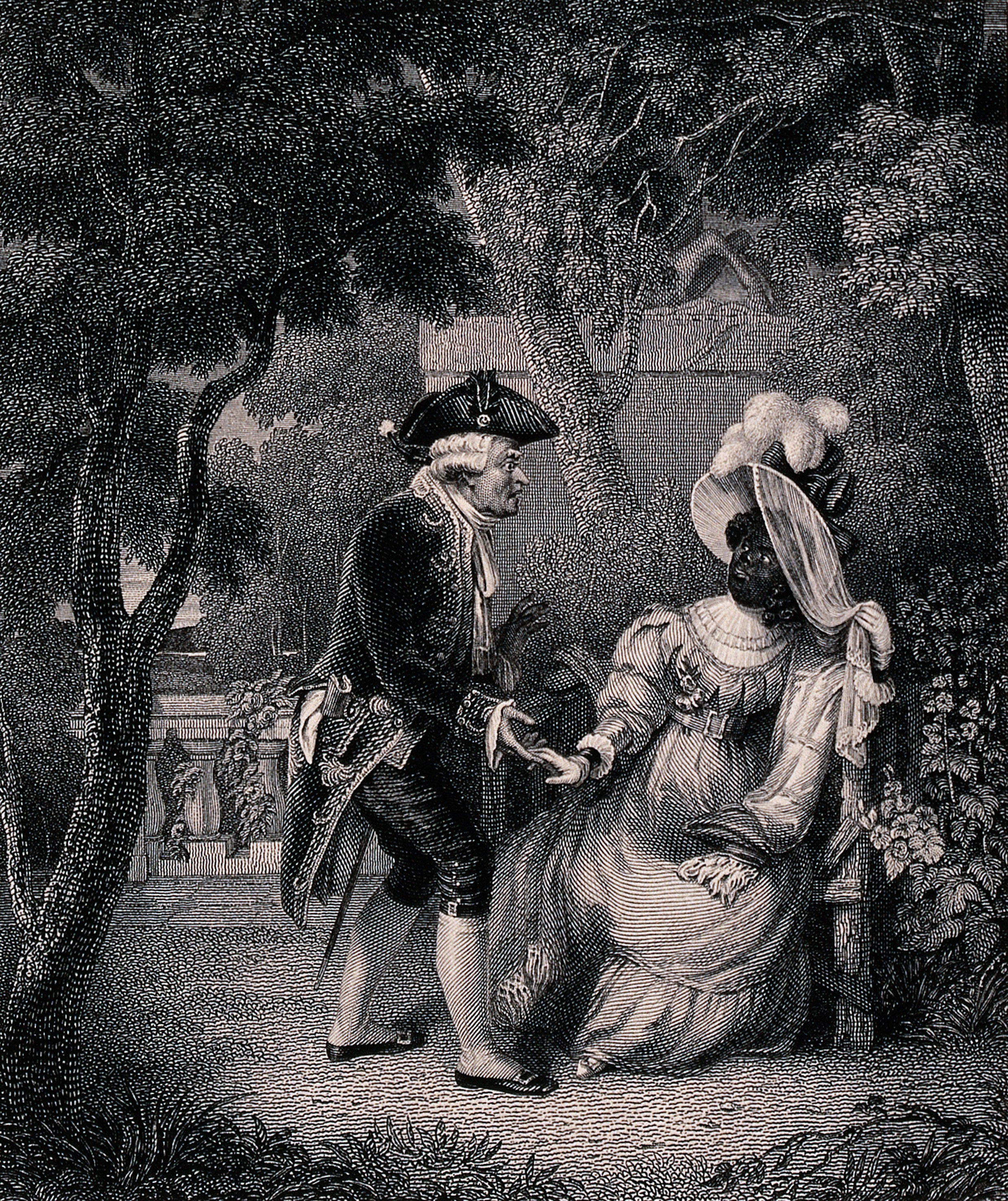
バスの原画による版画
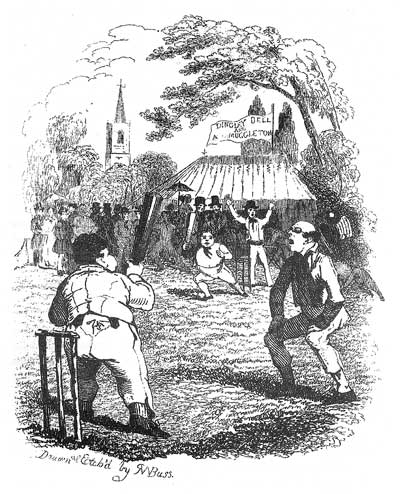
『ピクウィック・クラブ（The Pickwick Papers)』のためのバスの作品(1875)